# Hands on Approach
Os Hands on Approach são uma banda portuguesa originária da cidade de Setúbal.

## Biografia
Em inícios de 1996, o vocalista Rui David, tocava guitarra e cantava numa praia do Algarve quando um DJ de uma rádio o ouviu; Gostando das canções, convidou o Rui a tocá-las ao vivo no seu programa. Depois disso, e durante os 3 anos que se seguiram, a banda fez o percurso natural de actuações ao vivo, festivais de música, e gravações de demos. Em 1999, a PolyGram assinou contrato com a banda.
O álbum de estreia da banda, Blown, foi lançando em Março de 1999 e foi disco de ouro à saída. O primeiro single retirado do álbum foi "My Wonder Moon", que permaneceu no primeiro lugar das tabelas radiofónicas portuguesas durante quase dois meses.
Na década de 2010, "My Wonder Moon" é ainda um tema recorrente das rádios nacionais, como a M80. O segundo single, "Silent Speech", que também passou bastante nas rádios, é a primeira faixa do álbum. A banda foi a revelação da música portuguesa em 1999 e fez uma digressão intensa, com 90 concertos nos oito meses que se seguiram ao lançamento do álbum. Uma edição brasileira do Blown foi lançada, com um CD extra gravado ao vivo.
Em novembro de 2000 foi lançado o seu segundo álbum, Moving Spirits, que conseguiu atenção considerável nas rádios (o primeiro single foi "The Endless Road"), e levou a banda para a estrada para uma nova série de concertos pelo país.
Nesta altura, outro músico juntou-se à banda, o compositor/teclista Hugo Novo. Ambos os discos foram gravados e produzidos por Darren Allison, que já trabalhou com Skunk Anansie, Spiritualized e The Divine Comedy.
Após quatro anos de gravações e digressão, a banda sentia-se preparada para maiores desafios, e a sede de mudança era muita. Isto trouxe discussões com a editora, levando a banda a deixar a Universal, mudando para uma independente, a Metrosonic Records. Com o total apoio e compromisso da editora para com a banda e o seu objectivo de se tornarem num acto internacional, os HoA começaram a trabalhar, em outubro de 2004, no seu terceiro álbum, que lhes levou cinco meses de refúgio nos arredores de São Pedro do Sul, onde é situado o estúdio da editora.
O álbum Groovin' on Monster's Eye-balls é lançado em setembro de 2005, e o primeiro single a sair é "A Change", que conquistou muitos novos fãs ao integrar a banda-sonora da novela Morangos com Açúcar, que atingiu platina.
Após o lançamento do álbum, a banda estava confiante de que tinha feito um bom trabalho, mas o enorme êxito que se revelou o seu segundo single, "If You Give Up", uma das músicas mais tocadas nas rádios portuguesas nesse ano, estava muito além dos seus sonhos e confirmou os Hands on Approach como uma banda de referência no panorama musical português.
Em 2006, e depois de mais uma turnê nacional, a banda rumou à Figueira da Foz para gravar um espectáculo acústico que pretendia assinalar os 10 anos de carreira da banda, espectáculo esse que seria gravado em CD e DVD e que percorre os temas mais conhecidos da banda, como "If You Give Up", "Silent Speech", "My Wonder Moon", "Tão Perto e Tão Longe", agora sob um novo "olhar", bem como temas inéditos como "Last Boat", um dos primeiros temas compostos pela banda, e ainda um tema original, "Let's Be in Love". Já em 2007, a banda edita 10 Anos-Casino Figueira.
Passados 3 anos os Hands on Approach voltam com novo disco "High & Above" do qual são extraídos 3 singles: "High & Above", "Days Of Our Own" e "Black Tears (feat. Ana Free)". De momento a banda encontra-se a preparar a tournée "High & Above 2011".

## Discografia

### Álbuns
- Blown (1999)

1. Silent Speech
2. Um Destino
3. My Wonder Moon
4. Insignificance
5. Cor de Um Dia
6. Som da Rua
7. Mais Uma Musa
8. Blown
9. Gift to None
10. Tão Perto, Tão Longe

- Moving Spirits (2000)

1. Don't You Get Down
2. The Endless Road
3. Time Time
4. Breathe You
5. It Could Be Simple
6. This Way
7. Innocent Like This
8. Like The Dead
9. Into GOD's Hands
10. Feelings From Above
11. Nestes Dias

- Groovin' on Monster's Eye-balls (2005)

1. A Change
2. It's Groovin'
3. If You Give Up (feat. Treana Morris)
4. What's Everything
5. To Go On
6. A Prayer For You
7. Do You Believe It?
8. Trapped (I am)
9. Inside&Outside
10. Givin' You The Way
11. A Step Forward (feat. Johnny Def)
12. All I'd Take
13. One True Meaning

- 10 Anos-Casino Figueira (2007)CD/DVD

1. Do You Believe It?
2. It's Groovin'
3. A Step Forward
4. My Wonder Moon
5. Silent Speech
6. Tão perto, tão longe
7. The Endless road
8. Givin' you the way
9. Let's Be in Love
10. If you give up
11. A chance
12. Som da rua

- Faixas bônus

1. "Let's Be in Love"
2. "To Your Side"

- High & Above (2010) CD

1. High & Above
2. Sketches of a Soul
3. Black Tears (feat. Ana Free)
4. Days Of Our Own
5. Seasons Turning
6. Riot´s On The Streets
7. Uneasy Ways
8. A Breeze That´s Coming
9. In Babylon
10. Winter clouds